# Thomas J. Selby

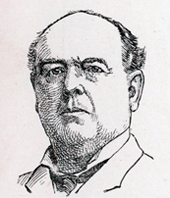
Thomas J. Selby

Thomas Jefferson Selby (* 4. Dezember 1840 im Delaware County, Ohio; † 10. März 1917 in Hardin, Illinois) war ein US-amerikanischer Politiker. Zwischen 1901 und 1903 vertrat er den Bundesstaat Illinois im US-Repräsentantenhaus.

## Werdegang
Thomas Selby besuchte die öffentlichen Schulen seiner Heimat. In den Jahren 1864 bis 1866 war er Sheriff im Jersey County in Illinois. Danach gab er zwischen 1866 und 1870 die Zeitung Jersey County Democrat heraus. Von 1869 bis 1877 war er auch als County Clerk bei der Bezirksverwaltung angestellt. Nach einem anschließenden Jurastudium und seiner 1869 erfolgten Zulassung als Rechtsanwalt begann er ab 1875 in diesem Beruf zu arbeiten. Gleichzeitig schlug Selby als Mitglied der Demokratischen Partei eine politische Laufbahn ein. Zwei Mal wurde er zum Bürgermeister von Jerseyville gewählt. Von 1888 bis 1900 war er Staatsanwalt im Calhoun County.
Bei den Kongresswahlen des Jahres 1900 wurde Selby im 16. Wahlbezirk von Illinois in das US-Repräsentantenhaus in Washington, D.C. gewählt, wo er am 4. März 1901 die Nachfolge von William E. Williams antrat. Bis zum 3. März 1903 konnte er eine Legislaturperiode im Kongress absolvieren. Nach dem Ende seiner Zeit im US-Repräsentantenhaus praktizierte Selby wieder als Anwalt. Zeitweise war er auch wieder als Staatsanwalt tätig. Er starb am 10. März 1917 in Hardin, wo er auch beigesetzt wurde.